# رانتوی (هواری)
رانتوی (به اسپانیایی: Runtuy) یک کوه در پرو است که در Peru, Ancash Region واقع شده‌است. رانتوی ۴٬۰۰۰ متر بالاتر از سطح دریا واقع شده‌است.